# Cyphomella gibbera
Cyphomella gibbera är en tvåvingeart som beskrevs av Ole Anton Saether 1977. Cyphomella gibbera ingår i släktet Cyphomella och familjen fjädermyggor. Inga underarter finns listade i Catalogue of Life.